# Hipparcos
Hipparcos (The High Precision Parallax Collecting Satellite) foi um satélite astrométrico lançado pela Agência Espacial Europeia dedicado a medir a distância e os movimentos próprios de mais de 2,5 milhões de estrelas a menos de 150 pc da Terra. Os resultados foram publicados em forma de um catálogo estelar conhecido como Catálogo Tycho. O projeto Hipparcos foi proposto em 1980. Foi lançado por um foguete Ariane 4 no dia 18 de agosto de 1989. A missão se deu como concluída em 17 de agosto de 1993.